# Egyszerűsített kínai írás
Az egyszerűsített kínai írás a kínai írás egyik standard változata. A Kínai Népköztársaság kormányának kezdeményezésére dolgozták ki és vezették be általános használatát az 1950-es években, abban a reményben, hogy ez hozzájárul az akkor még nagy mértékű írástudatlanság felszámolásához. Ma hivatalosan a Kínai Népköztársaságban és Szingapúrban használják.

## Az írásreform
Az írásjegyek terén az utolsó változtatást az 1950-es években hajtották végre. Az 1949-ben hatalomra került kommunisták egyik fő célkitűzése az írástudatlanság felszámolása volt. Annak érdekében, hogy az írásjegyek tanulását megkönnyítsék, az írásjegyek jelentős részét egyszerűsítették, az őket alkotó vonások számát csökkentették, bár az írásjegyek alapvető szerkezetén nem változtattak. Azóta a hagyományos kínai írásjegyeket, vagyis a „bonyolult írásjegyeket” fan-ti-ce- (fantizi)nek 繁体字, míg az „egyszerű írásjegyeket” csien-ti-ce- (jiantizi)nek 簡體字 / 简体字 nevezik.
Az írásreform gondolata 1892-ben vetődött fel először. A mozgalom célja az volt, hogy az ideogrammák alkotta írást egy latin betűs, alfabetikus írással váltsák fel. Ez nagy segítséget nyújtott volna az analfabetizmus felszámolásában, és nagyban megkönnyítette volna az oktatást. A probléma nemcsak akkoriban, de a mai napig megoldhatatlannak bizonyult. A könnyebbség kedvéért azonban nekiláttak az írásjegyek egyszerűsítésének. Ennek köszönhetően a bonyolult írásjegyek mintegy 80%-át sikerült olykor 10–15 vonással is leegyszerűsíteni. 1958-ban a Kínai Népköztársaság Írásreform-bizottsága megalkotta a kínai nyelvre alkalmazott latin betűs átírásrendszert, az úgynevezett pinjin (pinyin) átírást. A pinjin (pinyin) átírást 1979. január 1. óta a Kínai Népköztársaságban megjelenő idegen nyelvű kiadványok kínai nevek és szavak átírására kötelezően használja. A latin betűs átírás azonban csak segítséget nyújthat és az írásjegyek mellett kiegészítésül szolgálhat, ám azokat – részben a zenei hangsúlyok miatt, részben az írásjegyekben foglalt többletinformáció miatt – sohasem válthatja fel. Az írásreform eredményeképpen 1955 óta ma már a kínai írás is vízszintesen, balról jobbra halad, felváltva a hagyományos fentről lefelé vezető oszlopokat. Az újságcikkek címében, a plakátokon és a könyvek gerincén azonban még ma is találkozhatunk függőleges írásjegysorokkal. A másik jelentős változás, amiben a modern kínai könyv különbözik a hagyományostól, hogy most már nem „hátulról” kell fellapozni a köteteket.

## Elterjedése
Nemcsak a Kínai Népköztársaságban, hanem Szingapúrban is az egyszerűsített írásjegyek a hivatalosak, a kínai nyelvű könyveket, újságokat is ezekkel nyomtatják. Tajvanon azonban mind a mai napig a hagyományos, bonyolult írásjegyeket tekintik hivatalosnak. Az 1997-ig, a visszacsatolásig fan-ti-ce- (fantizi)t használó Hongkong és Makaó kulturális hatásának eredményeképpen a Kínai Népköztársaságban is reneszánszát éli a hagyományos írásjegyek használata az olyan nem hivatalos kiadványokon, mint pl. termékismertetők, reklámok, dalszövegek stb.

## Az írásjegyek egyszerűsítésének módszerei és logikája
Az alábbiakban az írásjegy-egyszerűsítés legjellemzőbb formáinak összefoglalása látható példákkal illusztrálva.
1. A több elemből álló írásjegy összetett, bonyolult tagját egyszerűbb alakkal helyettesítették:
  - 對 → 对; 觀 → 观; 風 → 风 stb.
2. Az írásjegy bonyolult elemét az adott szóhoz fonetikailag hasonló vagy azzal megegyező egyszerűbb írásjeggyel helyettesítették:
  - 潔 → 洁; 鄰 → 邻; 極 → 极 stb.
3. Egész írásjegy-elemek elhagyása:
  - 廣 → 广; 寧 → 宁; 滅 → 灭 stb.
4. Az írásjegy leegyszerűsített kézírásos formáját, változatát tették meg a nyomtatott alaknak:
  - 書 → 书; 長 → 长; 馬 → 马 stb.
5. Az írásjegyet az egyszerűbb régi változatával helyettesítették:
  - 涙 → 泪; 網 → 网; 傑 → 杰 stb.
6. A bonyolult radikális (vagy gyök-) elem helyett egyszerűbbet szerkesztettek:
  - 體 → 体; 塵 → 尘; 竃 → 灶 stb.
7. Az írásjegybe új fonetikai elemet szerkesztettek:
  - 護 → 护; 驚 → 惊; 膚 → 肤 stb.
8. Az írásjegyet egy azonos vagy hasonló hangzású írásjeggyel vonták össze::
  - 餘 → 余; 穀 → 谷; 後 → 后 stb.
9. Több bonyolult írásjegyet egy, újonnan szerkesztett egyszerű írásjegyben egyesítettek:
  - 髮 és 發 → 发; 儘 és 盡 → 尽; 曆 és 歷 → 历 stb.
10. Az egyszerűsített írásjegy-elemeket minden további írásjegyben, ahol az adott elem szerepel, következetesen használják:
  - 門 → 门; 閉 → 闭; 問 → 问 stb.
  - 馬 → 马; 騎 → 骑; 駕 → 驾 stb.
  - 鳥 → 鸟; 鴨 → 鸭; 鴕 → 鸵 stb.

## Mértéke
Jianhuazi zong biao, "Az egyszerűsített kínai írás teljes listája" 1986-ra állt teljesen össze, mely a következőket tartalmazta:
- 1. táblázat, mely tartalmaz 350 egyszerűsített karaktert, melyeket nem lehet más karakterekké generálni
- 2. táblázat, mely 132 egyszerűsített karaktert tartalmaz és 14 teljesen különböző kínai karaktert, melyeket szintén nem lehet más karakterekké átalakítani
- 3. táblázat, 1753 egyszerűsített karaktert tartalmaz, melyek összhangban vannak a 2. táblázat jeleivel.
- Melléklet, mely tartalmaz:
  - 39 karaktert
  - 35 hely nevet jelölő karaktert, melyeket módosítottak, hogy ritka karaktereket ismertekkel helyettesítsenek.

Dì yī pī yìtǐzì zhěnglǐ biǎo („Karaktervariánsok egyes számú jegyzéke”) 
Szintén mutat helyesírásbeli különbségeket a Kínai Népköztársaságban, Hongkongban és Tajvanon.
- 1027 elavultnak ítélt karaktervariáns újbóli átdolgozása 1993-ban. Tajvanon, Hongkongban ezek elavultak, de mások használatban maradtak.

### Összhangban a japán egyszerűsített írásjegyekkel
Az 1946-os írásreform során számos kandzsit (Kínából származó, logografikus eredetű írásjegyek a japán nyelv leírására) egyszerűsítettek, egységes szabályokat iktattak be a kandzsik leírására, valamint meghatározták a kiadványokban használható 1850 kandzsit (tójó kandzsi) és további 284 személynévben előforduló kandzsit (dzsinmeijó).